# Rubidoux
Rubidoux é uma Região censo-designada localizada no estado americano da Califórnia, no Condado de Riverside.

## Demografia
Segundo o censo americano de 2000, a sua população era de 29.180 habitantes.

## Geografia
De acordo com o United States Census Bureau tem uma área de 24,0 km², dos quais 23,7 km² cobertos por terra e 0,3 km² cobertos por água.

## Localidades na vizinhança
O diagrama seguinte representa as localidades num raio de 16 km ao redor de Rubidoux.